# Замковий гейзер
Замковий гейзер або Гейзер Кастл (англ. Castle Geyser) — конусоподібний гейзер у Верхньому гейзерному басейні Єллоустонського національного парку. Він відомий особливо великими відкладами гейзериту, що утворюють його конус. За зовнішнім виглядом ці відкладення схожі на замок.

## Історія
Гейзер отримав свою назву в 1870 році, тоді верхні краї споруди нагадували типовий профіль, пов'язаний із сучасною концепцією замку, маючи вигляд великої фортеці з кількома башточками та особливо завдяки зубцям уздовж верхніх країв цих утворень, що за формою нагадували його вежі. Як показано на ескізі нижче (Ескіз Замкового гейзера Вашбернської експедиції) 1870 року, на той час конус мав характерний вигляд. З часом форма конуса змінюється через шари мінералів, що відкладаються під час наступних вивержень.

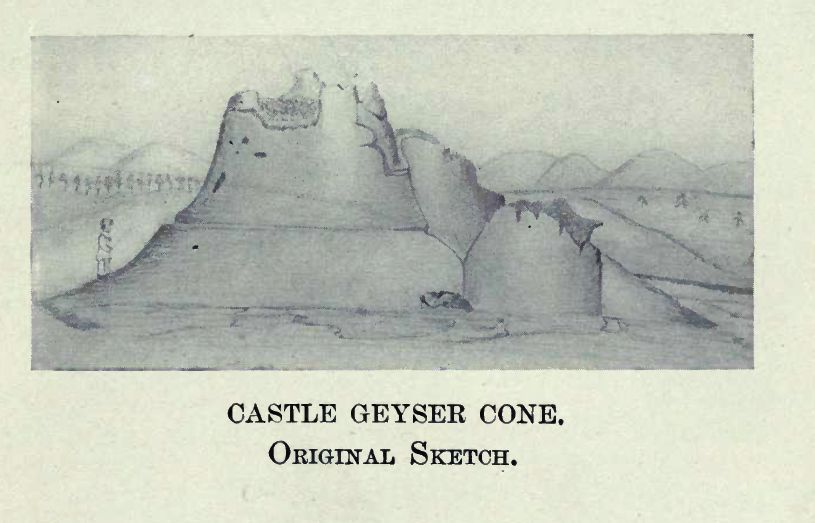
Ескіз Замкового гейзера експедиції Вошберна (1870)

18 вересня 1870 року експедиція Вошберна-Ленгфорда-Доана увійшла в Верхній басейн гейзерів. Згодом учасники експедиції дали назви сімом гейзерам, які вони спостерігали в басейні. Відкриття цього гейзера і його форма спонукала лейтенанта Густава Чейні Доана назвати його замковим гейзером. Натаніель П. Ленгфорд навів цю інформацію в своїй статті у видавництві «Scribner» 1871 року:
|  | «Замок», розташований на вершині інкрустованого кургану, має баштовий кратер, через який з інтервалом у дві-три години викидається велика кількість води на висоту 15 метрів, з випускного отвору приблизно 0,9 метри в діаметрі. Архітектурні особливості кремнеземових відкладень, що оточують його, які є дуже масивними і компактними, що вказує на те, що в минулий період потік води мав бути набагато більшим, ніж зараз, і підказали його назву. З вентиляційного отвору поблизу нього постійно витікає великий потік киплячої води, і коли гейзер працює, вода в цьому жерлі кипить і вирує з великою силою. |

## Виверження
Замковий гейзер має 10-12-годинний цикл виверження, але який іноді може доходити і до 19,5 годин. Гейзер викидає гарячу воду (водяна фаза) протягом приблизно 20 хвилин у вертикальному стовпі, що досягає висоти 27 метрів перед тим, як перейти до парова фаза, яка триває протягом 30–40 хвилин, причому перші 15 хвилин парової фази відносно потужні та досить гучні.
Агломераційний конус гейзера Кастл був датований приблизно 1022 роком нашої ери за допомогою радіовуглецевого методу (вуглець-14). Ця дата виявилася набагато молодшою за початково передбачуваний вік від 5000 до 15 000 років. Тривимірне лазерне сканування конуса виявило докази того, що цей гейзер пройшов чотири-п'ять різних етапів розвитку, перш ніж досягти сучасної конфігурації.
У листопаді 2002 року землетрус у Деналі в Національному парку та заповіднику «Деналі» на Алясці спричинив зниження частоти вивержень гейзера Касл, а також інших гейзерів у Єллоустоуні. Проте з того часу гейзери, які зазнали впливу землетрусу, повернулися до свого попереднього ритму вивержень.

## Галерея
| - Відео виверження гейзера, 2019. - Виверження гейзера, 2019. - Гейзер, 2017. - Гейзер бл. 1952. - Парова фаза зимою 1961. - Сонце за стовпом гейзера, 2019. - Виверження парової фази сутінкових променях, 2008. - 2005 - Вільям Генрі Джексон, 1872. Гребеневий (пожежний) басейн — на передньому плані. - Ансель Адамс, 1942. - Кольорова літографія Томаса Морана, 1874. - Січень 1887 року, Ф. Джей Гейнс. |